# Отель-Тассель
Отель-Тассель — особняк, побудований бельгійським архітектором Віктором Орта в Брюсселі для вченого і професора Еміля Тасселя в 1893—1894 роках. Іноді називається першою «справжньою» будівлею в стилі модерн через інноваційне для свого часу планування і застосування новаторських матеріалів для будівництва та оздоблення. Разом з двома іншими маєтками роботи Орта і його музеєм, який був раніше житловим будинком і творчою студією архітектора, Отель-Тассель у 2000 році був включений у список об'єктів Всесвітньої спадщини ЮНЕСКО.

## Архітектура
Будинок складається з трьох частин: дві будівлі з цегли та натурального каменю з'єднані між собою сталевою конструкцією, вкритою склом, що містить сходи й майданчики, котрі з'єднують різні приміщення в будинку, а також служить — завдяки скляному даху — джерелом природного освітлення. Підлога в будинку вимощена мозаїкою, дерев'яні двері багато декоровані.
Будівля в даний час зайнята Європейською інформаційною радою з продовольства і недоступна для вільних відвідувань.